# 5145 Pholus
5145 Pholos eller 1992 AD är en centaur-asteroid som upptäcktes 9 januari 1992 av David L. Rabinowitz under Spacewatch projektet vid Kitt Peak-observatoriet.
Omloppsbanan har Perihelium i närheten av Saturnus omloppsbana och aphelium nära Neptunus omloppsbana. Trots detta har inte Pholos kommit närmare en gasjätte än 1 AU sedan 764 f.Kr. och kommer inte att göra detta igen förrän 5290. Trots det är Centaurernas omloppsbanor på längre sikt instabila och riskerar att kastas ur sina banor av någon av gasjättarna i framtiden. Den beräknade halva livslängden för den nuvarande omloppsbanan är cirka 1,3 miljoner år.
Namnet kommer från kentauren Folos inom grekisk mytologi.